# Allan Rex Sandage
Allan Rex Sandage (* 18. Juni 1926 in Iowa City, Iowa; † 13. November 2010 in San Gabriel, Kalifornien) war ein US-amerikanischer Astronom.

## Leben und Karriere
Sandage studierte an der University of Illinois und am California Institute of Technology, wo er
sich ab 1949 als Student von Walter Baade mit Sternentwicklung befasste. 1953 promovierte er mit einer Arbeit über den Kugelsternhaufen Messier 3. Seit 1952 arbeitete er am Mount Wilson- und Palomar-Observatorium (heute das Observatorium der Carnegie Institution of Washington) in Pasadena.
Sandage stellte eine große Zahl an Beobachtungen an mit dem Ziel, den Wert der Hubble-Konstante zu bestimmen. Damit setzte er ein von Hubble, dessen ehemaliger Assistent Sandage war, selbst initiiertes Programm nach dessen Tod am Palomar-Observatorium fort. In den 1970er und 80er-Jahren gehörte er mit Gustav Tammann zu den Verfechtern relativ niedriger Werte für die Hubblekonstante.
1960 entdeckte er das sichtbare Gegenstück einer Radioquelle, die später als ein Quasar identifiziert wurde. Darüber hinaus entdeckte er einen Asteroiden, und zwei Kometen haben ebenfalls den Namen Sandage erhalten. Er ist Autor eines Bildatlas von Galaxien (Hubble Atlas of Galaxies) und der revidierten Version des Shapley-Ames-Katalogs von Galaxien.

## Ehrungen
- 1957 Helen-B.-Warner-Preis
- 1962 Mitglied der American Academy of Arts and Sciences
- 1963 Eddington-Medaille
- 1967 Goldmedaille der Royal Astronomical Society
- 1970 National Medal of Science
- 1972 Henry Norris Russell Lectureship
- 1975 Bruce Medal
- 1991 Crafoord-Preis
- 1993 Tomalla-Preis
- 1995 Mitglied der American Philosophical Society[2]
- 2000 Gruber-Preis für Kosmologie
- 2001 Auswärtiges Mitglied der Royal Society[3]
- Nach ihm wurde am 2. September 2001 der Asteroid (9963) Sandage benannt